# Eishockey-Bundesliga 1991/92
Die Saison 1991/92 der Eishockey-Bundesliga war die 34. Spielzeit der höchsten deutschen Spielklasse. Der Deutsche Meister hieß auch in diesem Jahr Düsseldorfer EG; es war der dritte Titel in Folge und der insgesamt sechste in der Vereinsgeschichte der Rheinländer.

## Voraussetzungen

### Teilnehmer
Folgende zwölf Vereine nehmen an der Eishockey-Bundesliga 1991/92 teil (alphabetische Sortierung mit Vorjahresplatzierung):
| Klub             | Standort               | Vorjahr    | Play-offs           |
| ---------------- | ---------------------- | ---------- | ------------------- |
| BSC Preussen     | Berlin                 | 4.         | Halbfinale 4. Platz |
| Düsseldorfer EG  | Düsseldorf             | 2.         | Deutscher Meister   |
| EHC Freiburg     | Freiburg               | 10.        | Play-down 1. Runde  |
| ESV Kaufbeuren   | Kaufbeuren             | Aufsteiger | –                   |
| Kölner EC        | Köln                   | 1.         | Finale              |
| Krefelder EV     | Krefeld                | Aufsteiger | –                   |
| EV Landshut      | Landshut               | 9.         | Play-down 1. Runde  |
| Mannheimer ERC   | Mannheim               | 5.         | Viertelfinale       |
| EC Hedos München | München                | 8.         | Viertelfinale       |
| SB Rosenheim     | Rosenheim              | 3.         | Halbfinale 3. Platz |
| Schwenninger ERC | Schwenningen           | 6.         | Viertelfinale       |
| PEV Weißwasser   | Weißwasser/Oberlausitz | 11.        | Play-down 2. Runde  |

## Vorrunde
Der SB Rosenheim setzte bei seinem 8:1-Sieg gegen den EC Hedos München Markus Berwanger ein, obwohl dieser nicht auf dem Spielberichtsbogen stand. Das Spiel wurde mit 0:2 Punkten und 0:5 Toren für die Münchner gewertet.

### Abschlusstabelle
|     | Klub             | Sp | S  | U | N  | Tore    | Punkte |
| --- | ---------------- | -- | -- | - | -- | ------- | ------ |
| 1.  | Düsseldorfer EG  | 44 | 35 | 4 | 05 | 249:109 | 74:14  |
| 2.  | SB Rosenheim     | 44 | 32 | 3 | 09 | 214:142 | 67:21  |
| 3.  | Kölner EC        | 44 | 29 | 3 | 12 | 191:120 | 61:27  |
| 4.  | BSC Preussen     | 44 | 25 | 6 | 13 | 177:153 | 56:32  |
| 5.  | EHC Freiburg     | 44 | 15 | 9 | 20 | 169:186 | 39:49  |
| 6.  | Mannheimer ERC   | 44 | 15 | 9 | 20 | 152:174 | 39:49  |
| 7.  | Krefelder EV     | 44 | 16 | 6 | 22 | 140:158 | 38:50  |
| 8.  | Schwenninger ERC | 44 | 16 | 5 | 23 | 161:165 | 37:51  |
| 9.  | EC Hedos München | 44 | 13 | 9 | 22 | 165:183 | 35:53  |
| 10. | ESV Kaufbeuren   | 44 | 13 | 6 | 25 | 158:211 | 32:56  |
| 11. | EV Landshut      | 44 | 09 | 8 | 27 | 140:214 | 26:62  |
| 12. | ES Weißwasser    | 44 | 10 | 4 | 30 | 131:232 | 24:64  |

Abkürzungen: Sp = Spiele, S = Siege, U = Unentschieden, N = Niederlagen, (N) = Neuling, (M) = Titelverteidiger

Erläuterungen:       = Play-offs,       = Play-downs.

### Beste Scorer
| Spieler         | Mannschaft       | Tore | Assists | Punkte |
| --------------- | ---------------- | ---- | ------- | ------ |
| Dale Derkatch   | SB Rosenheim     | 40   | 55      | 95     |
| Gerd Truntschka | Düsseldorfer EG  | 18   | 67      | 85     |
| Dieter Hegen    | Düsseldorfer EG  | 41   | 42      | 83     |
| Chris Valentine | Düsseldorfer EG  | 32   | 49      | 81     |
| Wally Schreiber | Schwenninger ERC | 32   | 43      | 75     |
| Anthony Vogel   | SB Rosenheim     | 25   | 39      | 64     |
| Grant Martin    | Schwenninger ERC | 26   | 35      | 61     |
| Gaétan Malo     | BSC Preussen     | 27   | 33      | 60     |
| Bruce Hardy     | Schwenninger ERC | 25   | 35      | 60     |
| Gordon Sherven  | SB Rosenheim     | 19   | 40      | 59     |

## Play-downs
Die erste Play-down-Runde wurde im Modus „Best-of-Seven“, die zweite im Modus „Best-of-Five“ ausgespielt.

### 1. Runde
|                |   |               | Serie | 1         | 2   | 3   | 4         | 5    | 6   | 7 |
| -------------- | - | ------------- | ----- | --------- | --- | --- | --------- | ---- | --- | - |
| Hedos München  | – | ES Weißwasser | 4:2   | 3:4       | 1:4 | 5:1 | 6:3       | 11:2 | 8:2 | – |
| ESV Kaufbeuren | – | EV Landshut   | 4:1   | 6:5 n. V. | 5:6 | 6:4 | 5:4 n. V. | 6:4  | –   | – |

### 2. Runde
|             |   |               | Serie | 1   | 2   | 3   | 4   | 5 |
| ----------- | - | ------------- | ----- | --- | --- | --- | --- | - |
| EV Landshut | – | ES Weißwasser | 1:3   | 2:5 | 4:3 | 3:6 | 3:5 | – |

## Relegationsspiele
Die Relegationsspiele wurden im „Best-of-Three“ ausgespielt. Die entscheidende Partie fand in Düsseldorf statt.
|               |   |             | Serie | 1         | 2   | 3   |
| ------------- | - | ----------- | ----- | --------- | --- | --- |
| ES Weißwasser | – | EC Ratingen | 1:2   | 5:4 n. V. | 2:3 | 2:5 |

Erneut wurde der Abstieg jedoch am „grünen Tisch“ entschieden, da sich mit dem SB Rosenheim erneut eine Mannschaft aus finanziellen Gründen aus der Liga zurückzog. Der dreifache Deutsche Meister und amtierende Vizemeister hatte sich mit seinem Hauptsponsor zerstritten, der daraufhin seine zugesagten Gelder zurückzog. Erneut hatte sich der ES Weißwasser in der 2. Runde der Play-downs durchgesetzt und sich damit wieder für die Relegation qualifiziert. Der Rückzug der Rosenheimer hatte zur Folge, dass die Lausitzer noch vor Ende der Relegationsserie gegen den EC Ratingen die Klasse gehalten hatten. Nachdem Weißwasser durch den DEB aus finanziellen Gründen die Lizenz entzogen worden war, konnte der Verlierer der Play-downs, der EV Landshut, in der Klasse bleiben. Direktaufsteiger war der EHC Dynamo Berlin, der die Meisterschaft der 2. Bundesliga gewann und damit nach nur einem Jahr Pause wieder in die Erstklassigkeit zurückkehrte.

## Play-offs
Alle Play-off-Runden wurden im Modus „Best-of-Five“ ausgespielt.

### Viertelfinale
|                 |   |                  | Serie | 1         | 2   | 3    | 4         | 5 |
| --------------- | - | ---------------- | ----- | --------- | --- | ---- | --------- | - |
| Düsseldorfer EG | – | Schwenninger ERC | 3:0   | 5:1       | 5:2 | 11:1 | –         | – |
| SB Rosenheim    | – | Krefelder EV     | 3:1   | 3:4 n. V. | 6:4 | 9:0  | 4:0       | – |
| Kölner EC       | – | Mannheimer ERC   | 1:3   | 3:5       | 2:6 | 5:1  | 2:7       | – |
| BSC Preussen    | – | EHC Freiburg     | 3:1   | 3:0       | 6:2 | 0:2  | 5:4 n. V. | – |

### Halbfinale
|                 |   |                | Serie | 1    | 2   | 3   | 4 | 5 |
| --------------- | - | -------------- | ----- | ---- | --- | --- | - | - |
| Düsseldorfer EG | – | Mannheimer ERC | 3:0   | 10:2 | 4:1 | 7:2 | – | – |
| SB Rosenheim    | – | BSC Preussen   | 3:0   | 2:1  | 4:1 | 9:3 | – | – |

### Finale
|                 |   |              | Serie | 1   | 2   | 3   | 4 | 5 |
| --------------- | - | ------------ | ----- | --- | --- | --- | - | - |
| Düsseldorfer EG | – | SB Rosenheim | 3:0   | 3:1 | 6:3 | 6:2 | – | – |

## Kader des Deutschen Meisters
| Deutscher Meister Düsseldorfer EG | Torhüter: Helmut de Raaf, Christian Frütel Verteidiger: Christian Althoff, Mike Schmidt, Christoph Kreutzer, Andreas Niederberger, Rick Amann, Uli Hiemer, Rafael Jedamzik, Markus Krawinkel, Robert Sterflinger Angreifer: Chris Valentine, Mike Lay, Peter John Lee, Olaf Scholz, Benoît Doucet, Henrik Hölscher, Thomas Werner, Gerd Truntschka, Dieter Hegen, Andreas Brockmann, Bernd Truntschka, Michael Flemming, Mark Jooris, Rainer Zerwesz, Bernd Kühnhauser, Lorenz Funk junior Cheftrainer: Hans Zach |